# Mladoševica
Mladoševica är ett samhälle i Bosnien och Hercegovina.   Det ligger i entiteten Federationen Bosnien och Hercegovina, i den centrala delen av landet, 80 km norr om huvudstaden Sarajevo. Mladoševica ligger 284 meter över havet och antalet invånare är 867.
Terrängen runt Mladoševica är lite kuperad. Närmaste större samhälle är Zavidovići, 14,1 km sydost om Mladoševica. 
Omgivningarna runt Mladoševica är en mosaik av jordbruksmark och naturlig växtlighet. Runt Mladoševica är det ganska tätbefolkat, med 93 invånare per kvadratkilometer.